# Kerpen
Kerpen er en by i Tyskland i delstaten Nordrhein-Westfalen med cirka 65.000 indbyggere. Byen ligger i kreisen Rhein-Erft-Kreis cirka 30 km sydvest for Köln.
Byen Kerpen blev til i 1975 da de tidligere selvstændige kommuner Blatzheim, Buir, Manheim, Kerpen, Mödrath, Türnich, Brüggen, Balkhausen, Sindorf og Horrem blev slået sammen.